# Parafia Najświętszego Serca Jezusowego w Czekarzewicach
Parafia Najświętszego Serca Jezusowego w Czekarzewicach – parafia rzymskokatolicka dekanatu lipskiego diecezji radomskiej.

## Historia
Ziemia pod planowany kościół w Czekarzewicach została wykupiona dzięki ks. Marianowi Grobelskiemu, proboszczowi Zemborzyna. Parafię erygował 1 stycznia 1989 bp. Edward Materski. Kościół według projektu arch. Arnolda Barańskiego został zbudowany staraniem ks. Benedykta Mikołajewskiego w latach 1990–1997. Konsekracji świątyni dokonał bp Henryk Tomasik 14 lipca 2013. Kościół jest murowany, z czerwonej cegły.

## Proboszczowie
- 1989 – 1998 – ks. Benedykt Mikołajewski
- 1998 – 2001 – ks. Stanisław Malec
- 2001 – 2006 – ks. Jacek Bajon
- 2006 – 2011 – ks. Janusz Chamera
- 2011 – 2017 – ks. Sylwester Głogowski
- 2017 – 2023 – ks. Andrzej Stanisław Kober
- 2023 – ks Łukasz Zieliński

## Zasięg parafii
- Do parafii należą: Czekarzewice Pierwsze, Czekarzewice Drugie, Lipcówka[1].